# Keyhole

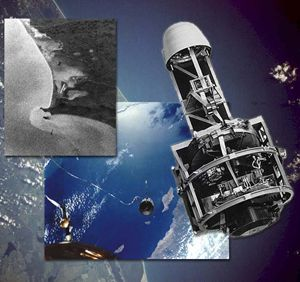
Satellitenaufnahmen und das stereoskopische Bildsystem eines Satelliten

Keyhole (englisch für Schlüsselloch) bzw. abgekürzt KH bezeichnet eine Serie von Typen US-amerikanischer optischer Spionagesatelliten. Insgesamt wurden mindestens 287 Satelliten der KH-Serie gestartet. Ursprünglich bezeichnete Keyhole allerdings nur das Sicherheitssystem, mit dem Satellitenbilder geheim gehalten werden sollten.

## KH-1, -2, -3, -4, -4A, -4B Corona

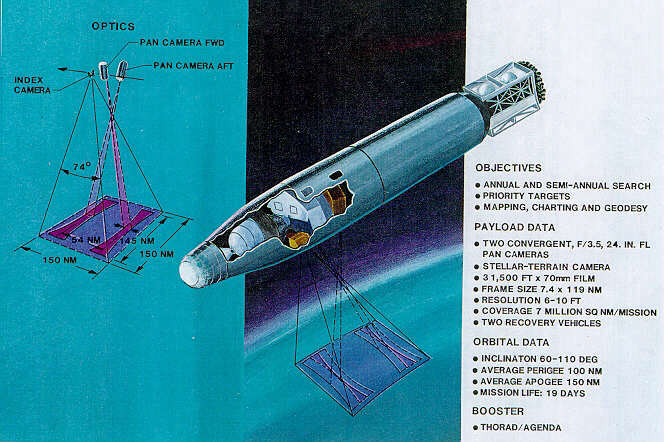
KH-4B-Corona-Satellit

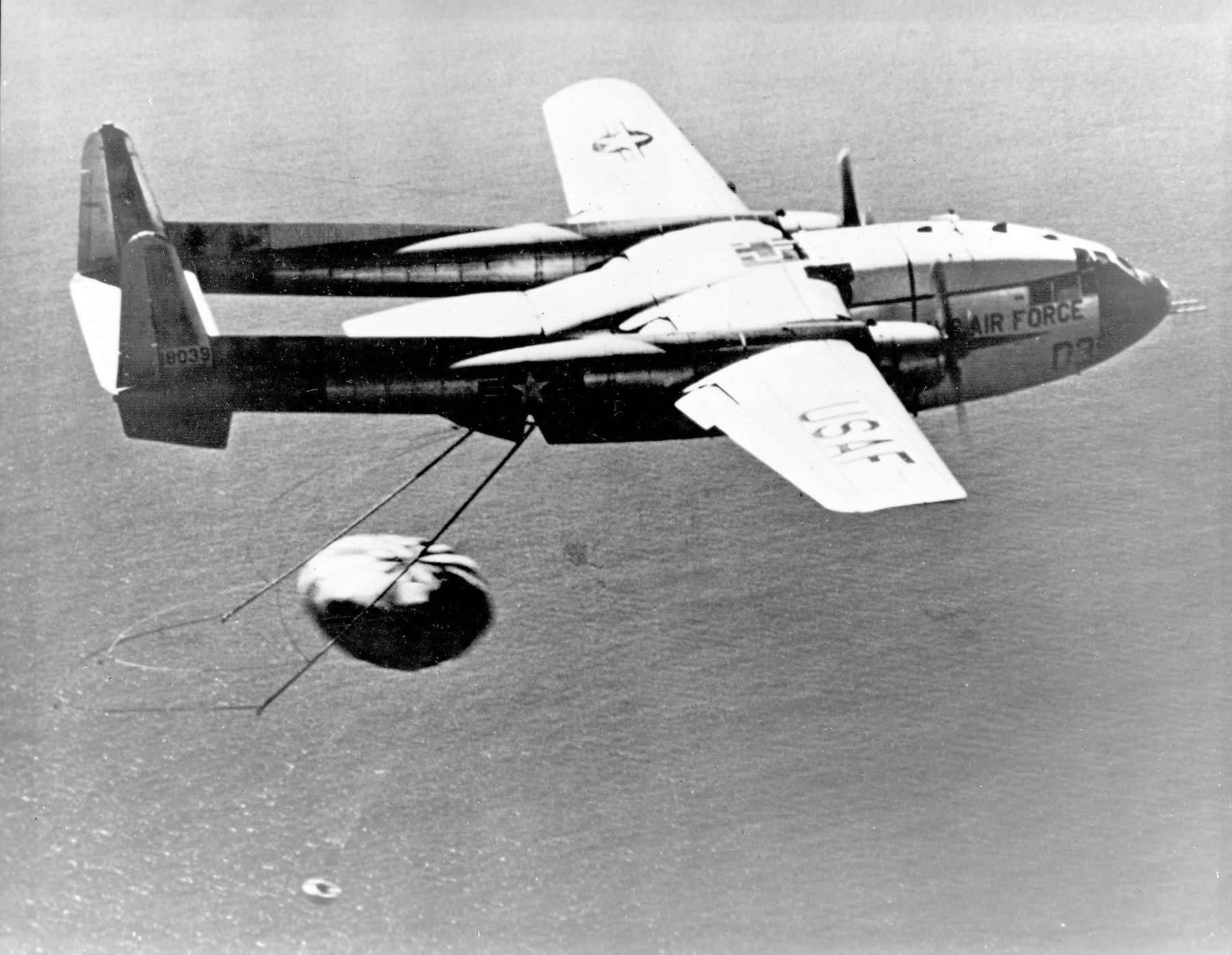
Bergung der Rückkehrkapsel von Discoverer 14 (typisch für die Serien KH-1 bis KH-9)

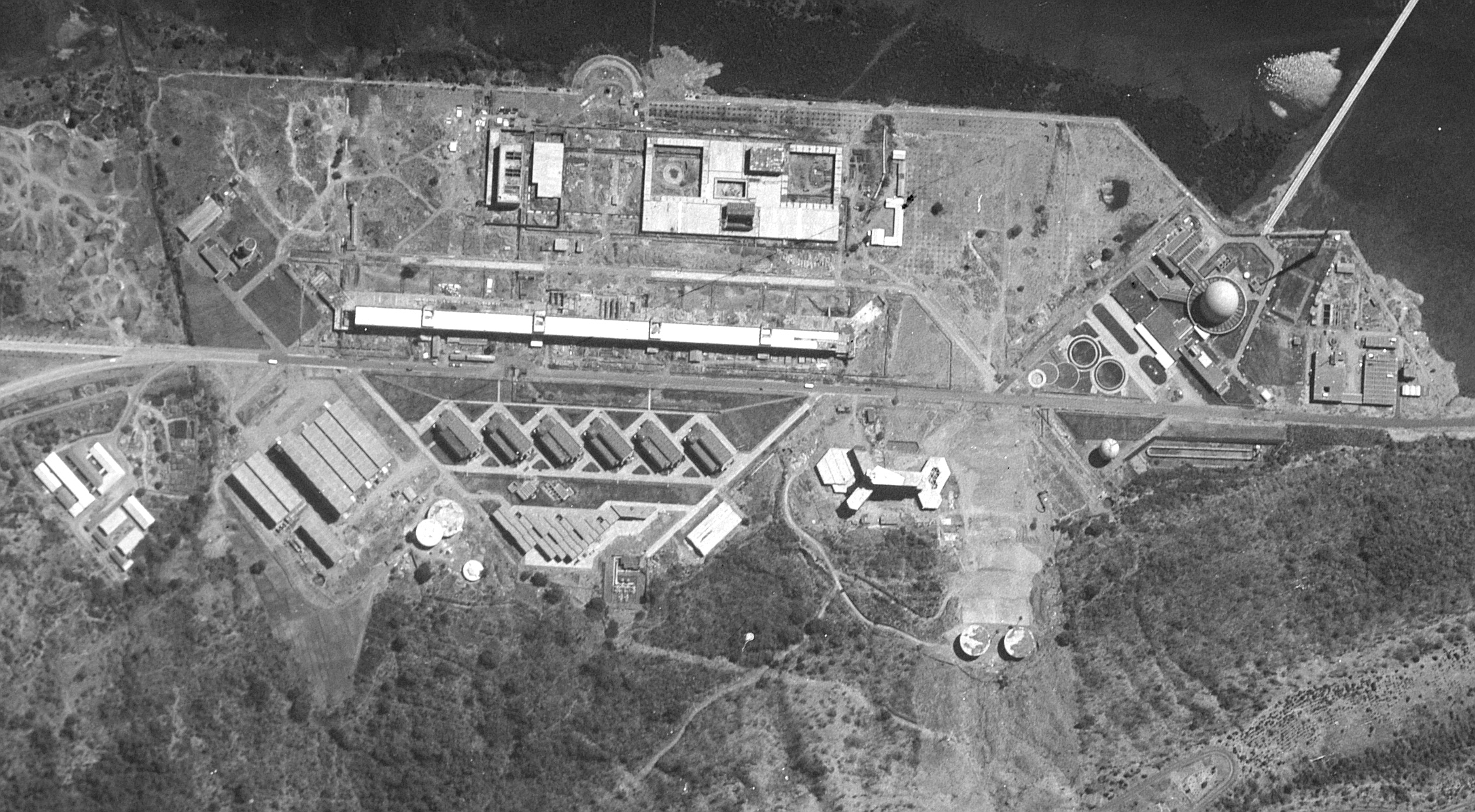
KH-7-Aufnahme des indischen Bhabha Atomic Research Centre (BARC) in Trombay 1966

Die ersten Satelliten (die Typen KH-1 bis KH-4B) wurden auch Corona genannt. KH-1 startete 1960. Die Kameras dieser Satelliten hatten Auflösungen von anfangs 7,5 m, später bis zu 1,5 m. Ihr Orbit hatte nach dem Start ein Apogäum von ca. 460 km und ein Perigäum von ca. 165 km. Die Bilder wurden auf herkömmlichem Film aufgenommen. KH-4 nahm ab 1962 als erster Satellit auch stereoskopische Bilder auf. Zielgebiet der Satelliten waren hauptsächlich die UdSSR und die Volksrepublik China. Spätestens ab 1967 wurde der Mittlere Osten wiederholt beobachtet, wobei z. B. Aufnahmen vor und nach dem Sechstagekrieg verglichen wurden. Weil die Übermittlung von Bildern über Funk noch nicht so weit entwickelt und noch nicht ausreichend abhörsicher war, wurden die Filme mit Wiedereintrittskapseln, die am Fallschirm hängend noch in der Luft von einem Flugzeug abgefangen wurden, zurück zur Erde gebracht.
Der Typ KH-4B wies zwei Panorama-Kameras mit Öffnung 1:3,5 und 24 Zoll (61 cm) Brennweite und eine Index-Kamera (für die Übersicht) auf. Während 19 Tagen Missionsdauer wurden bis zu 9.600 m 70-mm-Film (fast immer schwarzweiß) belichtet und in die Kassetten der zwei Rückkehr-Kapseln gespult. Nach Abtrennen einer Kapsel wurde zuerst deren Rotation und dann die Fluggeschwindigkeit mit einem Raketenmotor abgebremst. Beim Wiedereintritt in die Atmosphäre bremste zuerst die Schockwelle, dann – unter Abtrennung des Hitzeschilds – ein kleiner Bremsschirm, zuletzt ein Haupt-Fallschirm, der sich erst in 15.000 m Höhe ganz öffnete, bevor Schirm und Kapsel in der Luft von einem Flugzeug aufgefischt wurden.
Die ersten Starts von Corona-Satelliten fanden Anfang 1959 unter dem Decknamen Discoverer statt, der erste mit Kamera ausgerüstete Satellit wurde im Juni desselben Jahres als Discoverer 4 (Masse ca. 750 kg) gestartet, lieferte jedoch keine brauchbaren Bilder. Die ersten brauchbaren Bilder lieferte am 19. August 1960 Discoverer 14. Der Name Discoverer wurde bis Discoverer 38 im Jahr 1962 verwendet. Insgesamt wurden von 1959 bis 1972 145 Corona-Satelliten mit verschiedenen Varianten der Thor-Agena-Rakete gestartet, von denen 102 brauchbare Bilder lieferten.

## KH-5 Argon
KH-5, auch Argon genannt, wurde von Lockheed zwischen Februar 1961 und August 1964 gebaut. Ähnlich wie bei den Corona-Satelliten wurde auch hier der Film per Wiedereintrittskapsel zur Erde gebracht. Die Masse des Satelliten betrug je nach Version 1150 bis 1500 kg. Insgesamt wurden zwölf Satelliten mit Thor-Agena-Raketen gestartet, wobei es mindestens 7 Fehlschläge gab. Die Auflösung der Satellitenkamera war nur 140 m, er wurde verwendet, um größere Karten zu erstellen.

## KH-6 Lanyard
KH-6, auch Lanyard genannt, wurde ebenfalls von Lockheed produziert und wurde zwischen März und Juli 1963 eingesetzt. Die Auflösung betrug 1,8 m, der Film wurde per Wiedereintrittskapsel zurückgebracht. Es gab drei Starts, wovon einer fehlschlug und ein anderer ein Testsatellit ohne Film war. Auch hier kamen Trägerraketen vom Typ Thor Agena zum Einsatz. Ziel des KH-6-Programm war es, hochauflösende Bilder zu gewinnen.

## KH-7 Gambit

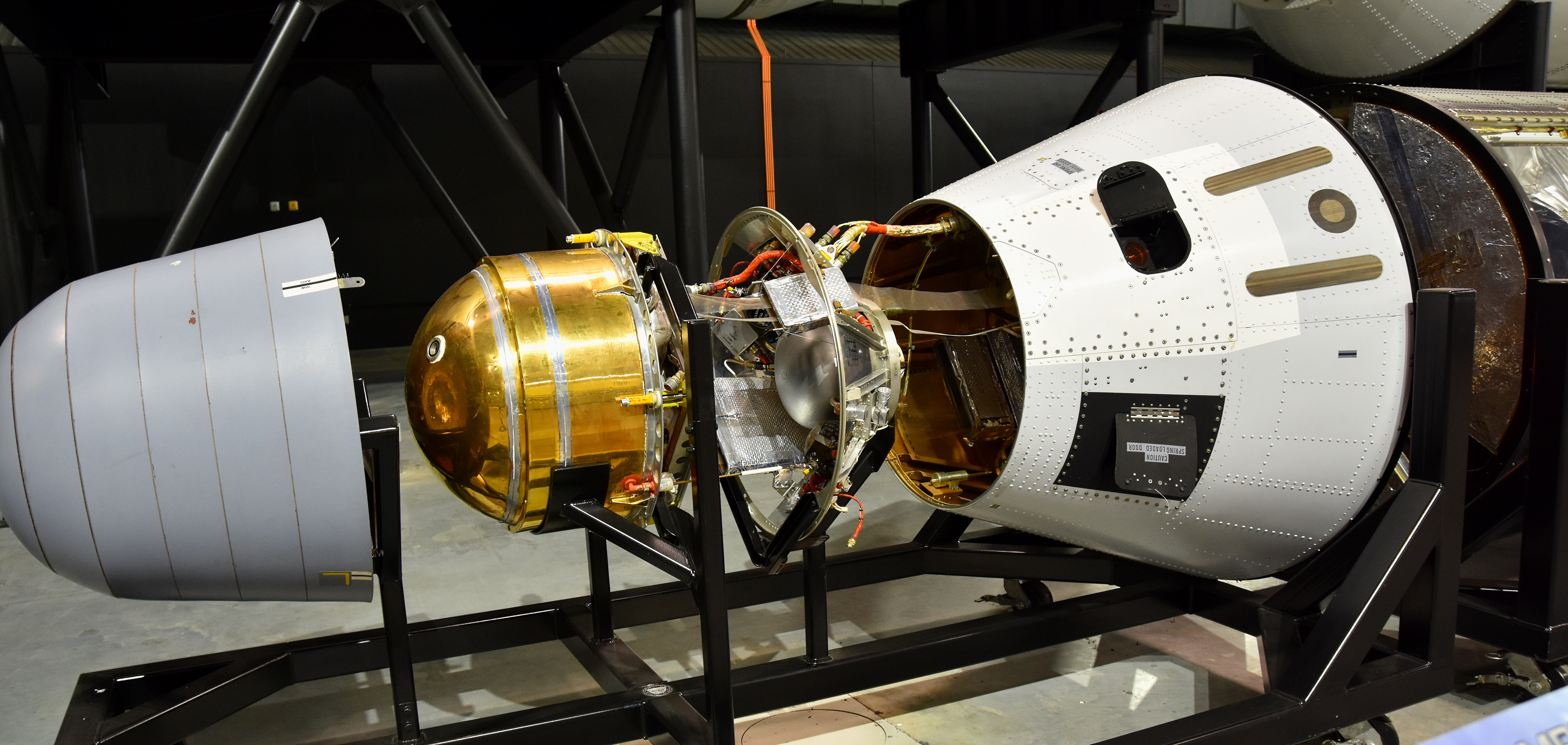
Spionagesatellit KH-7 Gambit

KH-7 (Gambit) wurde von Juli 1963 bis Juni 1967 von General Electric gebaut. Anders als bei den vorhergehenden Satelliten sind Informationen über diesen Typ noch streng geheim. Die Auflösung beträgt vermutlich 0,5 m, es gab mindestens 38 Satellitenstarts mit Atlas-Agena-Raketen.

## KH-8 Gambit
KH-8 (ebenfalls Gambit genannt) wurde von Juli 1966 bis April 1984 eingesetzt und wurde von Lockheed gebaut. Die beste erreichte Auflösung lag unter 0,1 m. Der Satellit blieb länger im Orbit als seine Vorgänger; die Bilder wurden auch hier mit Wiedereintrittskapseln zurückgebracht, es gab mindestens 55 Satellitenstarts. Trägerrakete war die Titan-3B Agena.

## KH-9 Hexagon

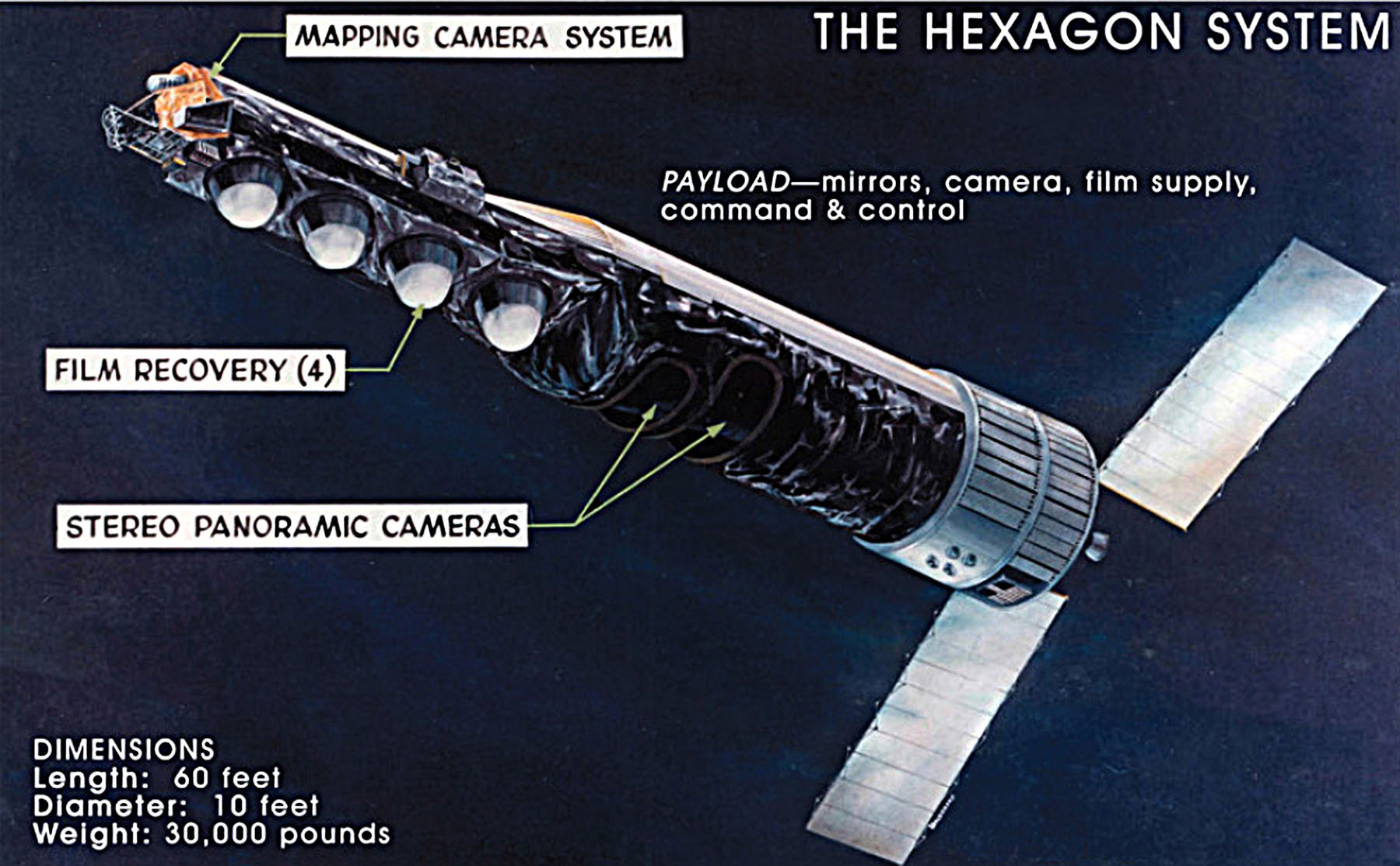
Ein KH-9-Satellit in der Umlaufbahn

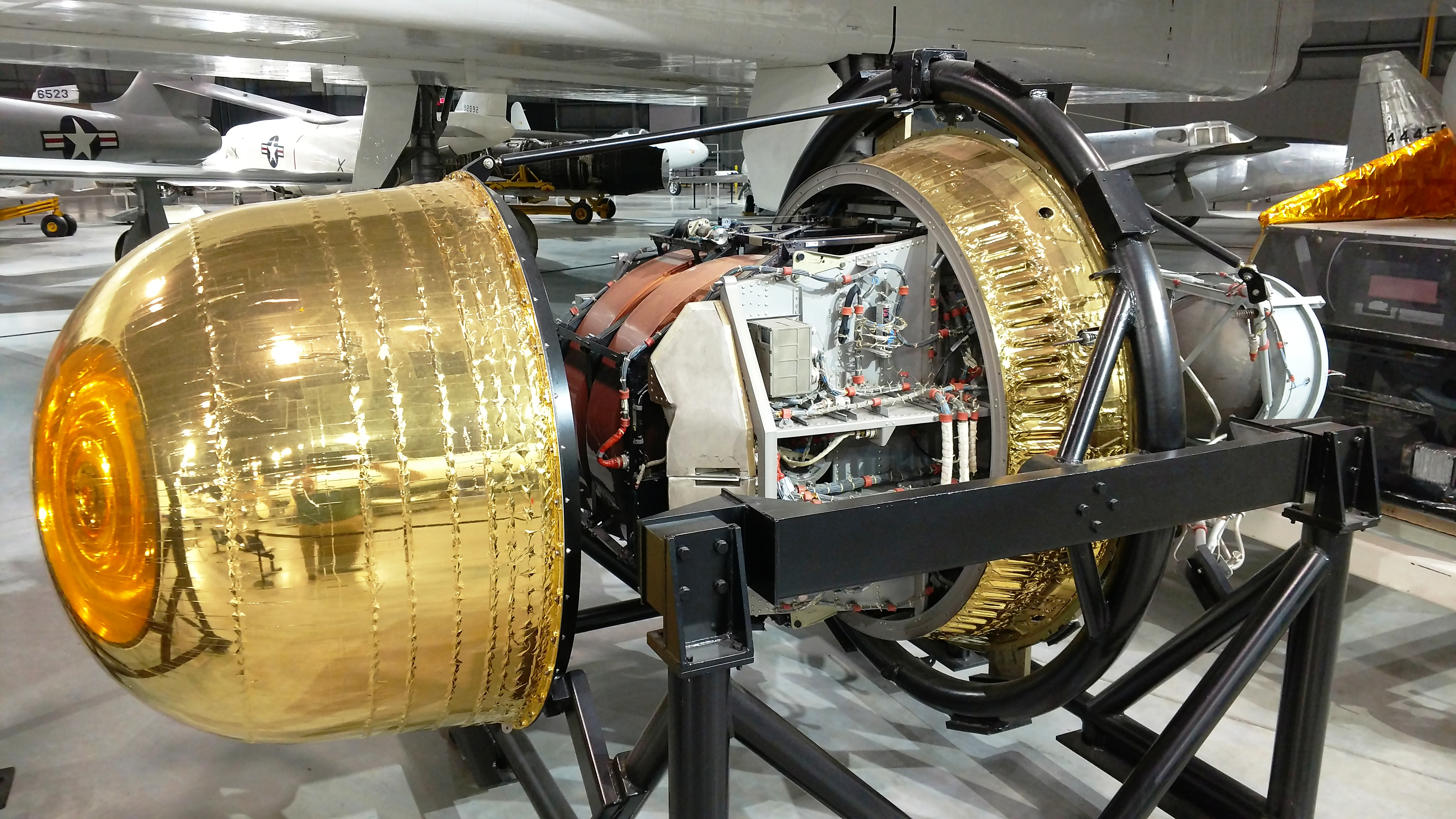
Wiedereintrittskapsel eines KH-9-Satelliten im National Museum of the United States Air Force

KH-9 (Hexagon, „Big Bird“, gebaut von Lockheed) wurde von Juni 1971 bis April 1986 eingesetzt. Die Masse des Satelliten betrug ca. 11 bis 13 Tonnen, die Auflösung der Kamera ca. 0,6 m. Der Film wurde mit 4 Wiedereintrittskapseln zur Erde zurückgebracht. Es gab 20 Starts mit Titan-3D- und Titan-34D-Raketen. KH-9 wurde parallel zu KH-10/MOL als unbemannte Alternative entwickelt.

## KH-10 Dorian / MOL

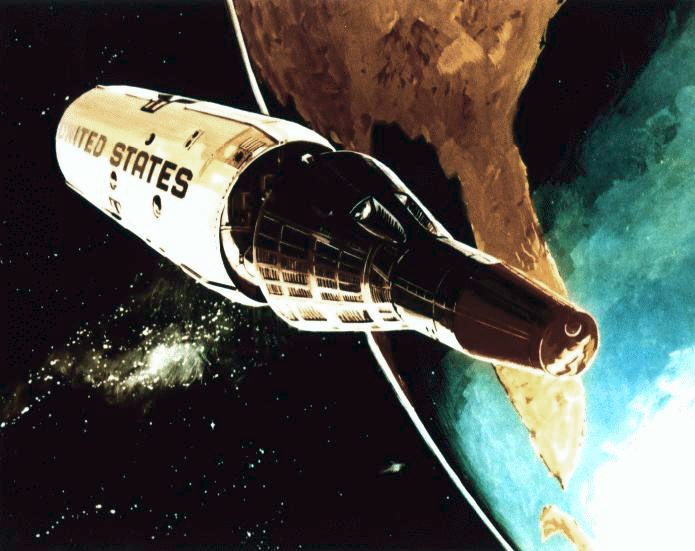
Künstlerische Darstellung des MOL (KH-10) im Orbit

KH-10 (Dorian) war eine geplante bemannte Raumstation namens Manned Orbiting Laboratory (MOL) – eigentlich ein bemannter Spionagesatellit kombiniert mit einem Gemini-Raumschiff. Das Projekt wurde nach einem Flugtest 1969 aufgegeben, bevor eine funktionsfähige Raumstation in den Orbit gebracht werden konnte. Geplante Trägerrakete wäre die Titan-3M gewesen. Nach der Einstellung des Programms wurde der parallel entwickelte KH-9-Hexagon-Satellit in den operativen Dienst übernommen.

## KH-11 Kennan, später Crystal
KH-11 (Crystal, Kennan) wurde von Dezember 1976 bis November 1988 von Lockheed gebaut und war der erste einsetzbare amerikanische Spionagesatellit, der die Bilder über Funk übermittelte. Die Satelliten ähnelten dem Hubble-Weltraumteleskop mit einem 2,3-m-Spiegel, die Auflösung betrug ca. 15 cm. Mindestens neun Satelliten wurden mit Titan-3D- und Titan-34D-Raketen gestartet, die typische Lebenszeit eines Satelliten betrug ca. 3 Jahre. Ein solcher Spiegel, der von diesem Programm übrig geblieben ist, wurde Teil des Nancy Grace Roman Space Telescope.

## KH-12 (?)
KH-12 (Ikon(?), Improved Crystal) ist im Wesentlichen eine verbesserte Variante des KH-11-Modells und besitzt einen Spiegel mit einem Durchmesser von 4,04 m. Als weitere Nutzlast befinden sich eine Vielzahl von SIGINT-Systemen und ein Laser-Entfernungsmesser an Bord. Die optischen Sensoren arbeiten im sichtbaren und im niedrigen Infrarotspektrum, um Hitzequellen und getarnte bzw. unterirdische Ziele lokalisieren und identifizieren zu können. Der CCD-Sensor verwendet Photozellen auf Galliumarsenidbasis, um gegenüber den älteren Silizium-Zellen eine bessere Resistenz gegenüber Laser-Störmaßnahmen zu erzielen, wobei hierfür auch eine speziell laserresistent beschichtete Linse zum Einsatz kommt. Vollbetankt wiegt der Satellit bis zu 18 Tonnen, wobei er ca. 5,3 Tonnen Treibstoff mitführt. Er wird primär von Lockheed Martin konstruiert.
Seit 1992 wurden mindestens 5 Satelliten gestartet, ein sechster soll in den Jahren 2007 oder 2008 gestartet worden sein. Weder die Bezeichnung KH-12 noch der Code-Name Ikon wurden offiziell bestätigt. Startraketen waren das Space Shuttle und Titan-4A Raketen.

## KH-13 (?)
KH-13 (Misty) ist möglicherweise der Nachfolger von KH-12. Über seine Existenz kann nur spekuliert werden, angeblich wurden drei Satelliten dieser Serie 1990 mit einem Space Shuttle sowie 1999 und 2005 mit Titan-4B Raketen gestartet. Die Bezeichnung KH-13 ist nicht offiziell bestätigt. Die Bezeichnungen 8X und EIS (Enhanced Imaging System) wurden im Zusammenhang mit diesem Satelliten ebenfalls erwähnt.

## Auszeichnungen
2005 erhielten James W. Plummer, Minoru S. Araki, Francis J. Madden, Edward A. Miller und Don H. Schoessler den Charles-Stark-Draper-Preis für ihre Beteiligung an Corona.